# Ochsner (Entsorgungssystem)

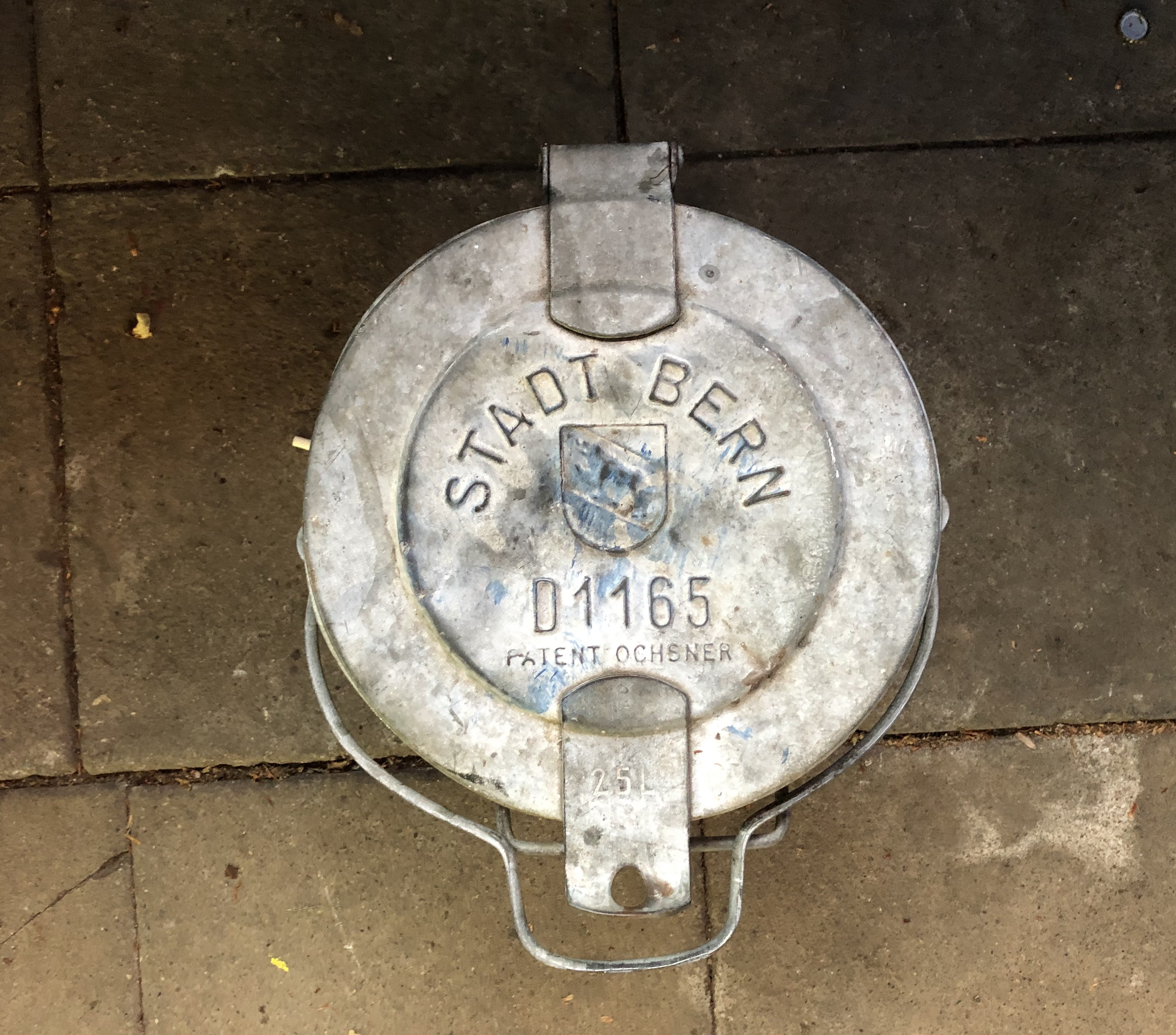
Berner Abfalleimer «Patent Ochsner»

Das im Jahre 1902 entwickelte Entsorgungssystem der Zürcher J. Ochsner AG bestand aus normierten Mülleimern, sowie den dazugehörenden Aufbauten der Kehrichtwagen und war in der Mitte des 20. Jahrhunderts in der Schweiz weit verbreitet.
Die Mülleimer (so genannte Ochsnereimer oder auch Ochsnerkübel) waren feuerverzinkte Blecheimer, später vereinzelt auch Kunststoffeimer. Herausragendes Konstruktionsmerkmal war der Klappdeckel mit einer Lasche mit Loch und einem Bügel auf der Vorderseite.
Die Kehrichtwagen des Systems besassen Schiebedeckel, die über einen seitlich angebrachten Hebel geöffnet werden konnten. Der Müllarbeiter hängte den Eimer mit dem vorderen Bügel an einen Haken unter dem Schiebedeckel des Kehrichtwagens, wobei sich das Loch der Deckellasche über einen Bolzen am Schiebedeckel legte. Wurde nun der Hebel betätigt und der Schiebedeckel hochgezogen, so zog dieser die Lasche mit sich. Dadurch wurde der Deckel des Eimers geöffnet und dieser gleichzeitig um das Scharnier gekippt, das der eingehängte Bügel mit dem Aufhängehaken bildete, so dass sich der Inhalt in den Kehrichtwagen entleeren konnte. In einem Arbeitsgang konnten so mehrere Eimer (einer pro Schieber) geleert werden, ohne dass der Arbeiter je einen Eimer über Kopf hochheben musste. Gleichzeitig stellte der Mechanismus sicher, dass kein Kehricht neben die Öffnung geleert wurde und dass alle Öffnungen ausser während des Entleervorganges immer verschlossen waren.
In den meisten Schweizer Städten und Gemeinden wurde Kehricht ab den 1920er Jahren nach dem System Ochsner entsorgt (z. B. Zürich ab 1926, Rapperswil ab 1949). Das bedeutete, dass jeder Haushalt einen Ochsnereimer haben musste. Vorschriften und Reglemente stellten sicher, dass die Benutzer die Eimer mit Zeitungspapier auskleideten. Eimer mit Schäden am Deckelscharnier durften nicht weiter verwendet werden.
Das System Ochsner wurde mit der zunehmenden Verbreitung der Müllsäcke in den 1970er Jahren aufgegeben. Das Unternehmen Ochsner stellt immer noch Ochsnereimer her, die für verschiedene Zwecke verwendet werden. Beispielsweise existiert ein Bausatz, der es erlaubt, einen Ochsnereimer in einen Keramikbrennofen umzubauen.
Das Alter eines Ochsnereimers lässt sich am Deckel erkennen. Ältere Eimer haben die Deckelprägung Patent Ochsner, eine Bezeichnung, die namensgebend für die so benannte, zumindest regional sehr bekannte Schweizer Mundart-Band war. Nach Ablauf der Patente wechselte die Deckelprägung zu System Ochsner, während die neueren Modelle einen glatten Deckel haben.
Gemäss Fusionsvertrag vom 8. April 2014 und Bilanz per 31. Dezember 2013 gingen die Aktiven und Verbindlichkeiten der J. Ochsner AG infolge Fusion auf die Contena Handels AG (neu: Contena-Ochsner AG) in Schlieren über.